# Parque Yamaguchi
El Jardín Japonés Yamaguchi es un jardín japonés y colección botánica de 80 000 m² de extensión, que se encuentra rodeado por las avenidas de Barañáin, Sancho Ramírez, Acella y la calle La Rioja en el barrio Ermitagaña de la ciudad de Pamplona, Comunidad Foral de Navarra, España.

## Historia
Este jardín japonés es consecuencia del hermanamiento de la ciudad navarra de Pamplona en 1980 con la ciudad de Yamaguchi (Japón), la cual fue evangelizada por el patrón de Navarra, San Francisco Javier en el siglo XVI.
Es de estilo oriental y fue diseñado en 1997 por paisajistas nacidos en el país del sol naciente, que consiguieron con su esfuerzo un espacio de lo más singular, que invita a la meditación y a la relajación, rindiendo homenaje a las cuatro estaciones.

## Colecciones
Entre sus colecciones de plantas la mayoría son procedentes del Japón, árboles, arbustos y especies herbáceas.
El parque es una superficie verde con elementos ornamentales propios de la cultura japonesa: un gran géiser, un palafito, un estanque con puente y cascada y varias especies arbustivas y arbóreas niponas; que constituyen un homenaje a las cuatro estaciones. En este parque se encuentra ubicado el Planetario con diferentes programaciones y espacios expositivos.

## Homenajes
La cantante navarra Amaia quiso hacerle un homenaje musical a este parque en el tercer adelanto de su segundo álbum, con una canción titulada «Yamaguchi». Resulta que este era su parque favorito en su ciudad natal: Pamplona.
Una canción nostálgica basándose en el paso del tiempo, las vivencias y recuerdos que Amaia vivió en este lugar durante su infancia y adolescencia.